# Halina Kostecka-Kwiatkowska
Halina Kostecka-Kwiatkowska ps. „Halusia” (ur. 28 lutego 1917 w Moskwie, zm. 9 września 1944 w Warszawie) – łączniczka, sanitariuszka, w powstaniu warszawskim służąca w II plutonie „Alek” 2. kompanii „Rudy” batalionu „Zośka” Zgrupowania „Radosław” Armii Krajowej.

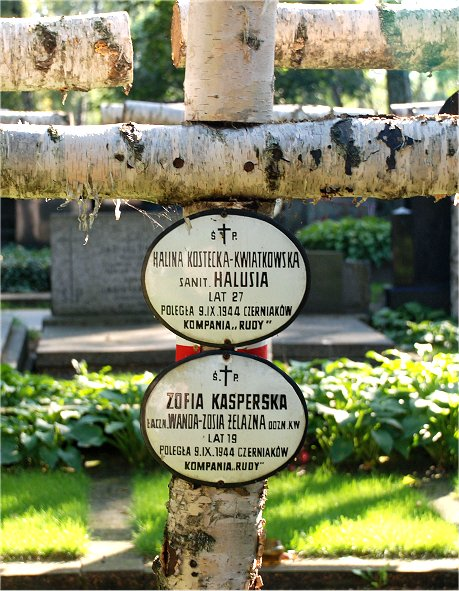
Mogiła na Powązkach Wojskowych

Córka Edwarda Juliusza i Klementyny Wandy z domu Spindler. W powstaniu warszawskim uczestniczyła w walkach swojego oddziału na Woli, Starym Mieście i Czerniakowie. Poległa 9 września 1944 przy ul. Książęcej 1 na Czerniakowie. Miała 27 lat. Pochowana wraz z sanitariuszką Zofią Kasperską (ps. „Zosia Żelazna”) na Powązkach Wojskowych w kwaterach żołnierzy i sanitariuszek batalionu „Zośka” (kwatera A20-3-17).